# Gabriel Comas i Ribas
Gabriel Comas i Ribas (Esporles, 1864-Barcelona, 1942). Va ser un mestre d'escola i pedagog mallorquí que es caracteritzà pel seu dinamisme dins el marc de la renovació educativa i els corrents pedagògics pestalozzians.
La seva mare exercia de mestra sense tenir cap títol. Cursà estudis de magisteri i exercí a Campanet i Banyalbufar. A partir de 1886 va estar destinat a l'escola de Sant Climent (Menorca), convertint-se en un impulsor d'experiències pedagògiques innovadores. Després de cinc anys a l'escola de Sant Climent va ser destinat a Alaior. El 1887 obrí a l'escola una aula gratuïta per a persones adultes. Establí contacte amb persones progressistes i inquietes de Maó, en especial amb l'anarquista i republicà Joan Mir i Mir. Els dos foren membres de la lògia Hermanos de la Humanidad. A Sant Climent, Comas començà amb l'organització d'excursions escolars per conèixer l'entorn.
El 1904 pronuncià una sèrie de conferències on palesava la manca de renovació a l'ensenyament primari illenc i proposava mesures per canviar la situació. En la seva conferència Extensión universitaria. Cultivo de la inteligencia proposà la conversió de les escoles unitàries en graduades. Els arguments a favor de les escoles graduades els exposà millor en el treball Reformas urgentísimas en la primera enseñanza (1907) i en especial en els escrits posteriors al viatge que va fer l'any 1911 per diversos països europeus. Comas associava estretament la graduació a l'aplicació dels principis de l'Escola Nova.
L'any 1905 tornà a Mallorca on transformà l'escola de Santa Catalina en una escola graduada amb la finalitat de potenciar el paper social de l'escola i promoure el desenvolupament integral de l'esser humà. El 1923 es traslladà a Barcelona, a l'Escola Urbana número 69, on es jubilà el 1934. Publicà nombrosos escrits a la revista ''El Magisterio Balear''.